# Copa Asobal 1998
La IX edición de la Copa Asobal "Trofeo John Smith" se celebró entre el 19 y el 20 de diciembre de 1998, en Zaragoza.
En ella participarán el FC Barcelona, el Portland San Antonio, el Prosesa Ademar León y el Caja Cantabria.

## Eliminatorias
|  | Semifinales          | Semifinales          | Semifinales         |                     |              | Final        | Final | Final |  |
|  |                      |                      |                     |                     |              |              |       |       |  |
|  |                      |                      |                     |                     |              |              |       |       |  |
|  | FC Barcelona         | FC Barcelona         | 27                  |                     |              |              |       |       |  |
|  | FC Barcelona         | FC Barcelona         | 27                  |                     |              |              |       |       |  |
|  | Caja Cantabria       | Caja Cantabria       | 25                  |                     |              |              |       |       |  |
|  | Caja Cantabria       | Caja Cantabria       | 25                  |                     | FC Barcelona | FC Barcelona | 30    |       |  |
|  |                      |                      |                     |                     | FC Barcelona | FC Barcelona | 30    |       |  |
|  |                      |                      | Prosesa Ademar León | Prosesa Ademar León | 31           |              |       |       |  |
|  | Portland San Antonio | Portland San Antonio | Prosesa Ademar León | Prosesa Ademar León | 31           | 28           |       |       |  |
|  | Portland San Antonio | Portland San Antonio |                     |                     |              | 28           |       |       |  |
|  | Prosesa Ademar León  | Prosesa Ademar León  | 31                  |                     |              |              |       |       |  |
|  | Prosesa Ademar León  | Prosesa Ademar León  | 31                  |                     |              |              |       |       |  |
|  |                      |                      |                     |                     |              |              |       |       |  |

| Castilla y León                        |
| Campeón Prosesa Ademar León 1.º título |

- Datos: Q5786404